# Actinostachys trilateralis
Actinostachys trilateralis là một loài dương xỉ trong họ Schizaeaceae. Loài này được Schkuhr J. Sm. mô tả khoa học đầu tiên năm 1842.